# Hocine Zaourar
Pour les articles homonymes, voir Hocine.
Hocine Zaourar (né à Birmandreis le 18 décembre 1952) dit Hocine est un photographe et photojournaliste algérien.

## Biographie
Il fait de la photo depuis 1971, a enseigné la photo et travaillé pour plusieurs agences. En 1974, il obtient le prix de la meilleure photo de la ville d’Alger et le premier prix du Festival international du scoop et du journalisme d’Angers en 1997. La même année, il reçoit le World Press Photo et le prix d’excellence (catégorie portrait) du World Press pour la «madone» de Bentalha. Cette photo, qu'il a prise en tant que photographe pour l'AFP au lendemain du massacre de Bentalha — massacre au cours duquel l'armée est restée bizarrement immobile — sera reprise par 750 journaux à travers le monde. Elle lui vaudra toutefois de sérieuses difficultés avec le gouvernement algérien qui l'accuse de « donner une image négative du pays » et finit par lui retirer sa carte de presse en 2004.

## Récompenses
- 1997 : Prix World Press Photo, pour sa photo La Madone de Bentalha[6]
- 1998 : Prix Bayeux Calvados-Normandie des correspondants de guerre[7]